# Thulin Typ LA
Thulin Typ LA var ett svenskt spaningsflygplan som konstruerades och tillverkades vid A.B. Enoch Thulins Aeroplanfabrik (AETA) i Landskrona.
Flygplanet var en vidareutveckling av Typ L med en nykonstruerad flygplanskropp och en större stabilisator. Det var dubbeldäckat med det undre vingparet monterat i underkant av flygplanskroppen. Den övre vingen bars upp av fyra stycken vingstöttor och fyra V-formade stöttor från flygplanskroppen. Endast det övre vingparet var försett med skevroder. Flygplanskroppen var försedd med två öppna sittbrunnar i tandem placering under den övre vingen. Flygplanskroppen var tillverkad i en klädd träkonstruktion. Hjullandstället var fast med en sporrfjäder under höjdrodret. Som alternativt landställ kunde Typ LA förses med flottörer. Totalt tillverkades 15 flygplan av Typ LA. Inget av dessa kom att ingå i det svenska försvaret.
Under sommaren och hösten 1917 visade Nederländerna intresse att köpa flygplanet. Sedan förhandlingarna hade avslutats beställde nederländska flygvapnet 10 flygplan Typ LA. Flygplanen levererades i januari och februari 1918. Efter leveransen till Holland inledde man tillverkningen av ytterligare fem flygplan. Dessa fem flygplan användes av Thulins flygskola på Ljungbyhed och av några privatföretag bland annat bedrev Malmö Flygkompani passagerarflyg mellan Malmö - Köpenhamn 1919. Typ LA ställdes tillsammans med en modifierad Typ A ut på flygutställningen i Kristiania 1918. 
Utöver Nederländerna kom även Finlands flygvapen att använda en Typ LA. Flygplanet skänktes som gåva från G Svensson och fördes över med en båttransport 23 april 1918. Flygplanet anlände till Åbo 5 maj 1918, fick registreringen F5 och användes huvudsakligen som skolflygplan. Flygplanet totalhavererade på grund av motorstörningar utanför Helsingfors i februari 1919.